# Kailao
El Kailao es una danza de guerra wallisiana importada a Tonga desde la vecina isla de 'Uvea (también denominada isla Wallis).

## Historia
La danza es por lo general realizada durante ceremonias públicas o privadas. Los hombres, portando bates estilizados (pate kailao), danzan en una forma feroz que simula una pelea, con el acompañamiento de un tambor o percusión de metal que marca el ritmo. A diferencia de la mayoría de las otras danzas de Tonga, el kailao se baila sin entonar. La secuencia de movimientos que es realizada por el grupo es mostrada por el bailarín principal, quien da el nombre de la secuencia, y marca cuando se la debe realizar. Las secuencias pueden incluir combates simulados entre los bailarines, cambios en la formación, y trucos con el pate kailao. La danza muestra la disciplina de los bailarines, obediencia y habilidad con su arma. Una danza similar de Rotuma, también derivada del original de 'Uvean se denomina "ka'loa"
El Sipi Tau, realizado por los 'Ikale Tahi, el equipo nacional de rugby antes de cada partido es una forma de kailao.

## Canción: Sipi Tau

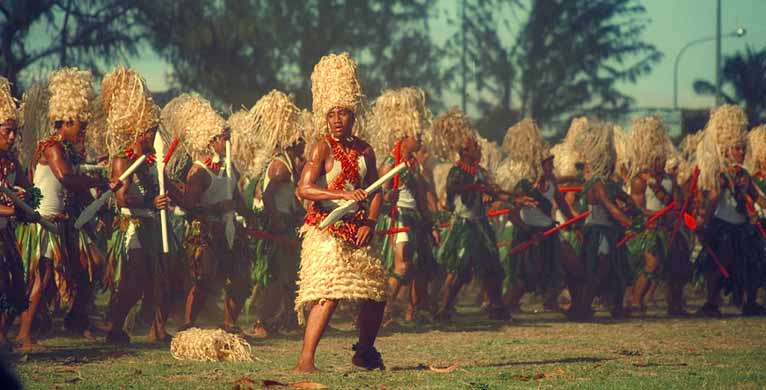
Estudiantes de Tonga bailan el kailao durante la celebración del cumpleaños 70 del rey (1988).

### Tongo
ʻEi e!, ʻEi ē!
Teu lea pea tala ki mamani katoa
Ko e ʻIkale Tahi kuo halofia.
Ke ʻilo ʻe he sola mo e taka
Ko e ʻaho ni te u tamate tangata,
ʻA e haafe mo e tautuaʻa
Kuo huʻi hoku anga tangata.
He! he! ʻEi ē! Tū.
Te u peluki e molo mo e foueti taka,
Pea ngungu mo ha loto fitaʻa
Te u inu e ʻoseni, pea kana mo e afi
Keu mate ai he ko hoku loto.
Ko Tonga pe mate ki he moto
Ko Tonga pe mate ki he moto.

### Traducción al español
Hey, hey! Hey, hey!
Yo proclamo a todo el mundo
Que las Águilas del Mar se despliegan hambrientas.
Que el extranjero y viajero se enteren
Hoy, yo el destructor de almas, estoy por doquier
Para los segunda líneas y los zagueros
Mi humanidad ha desaparecido.
Hey! hey! Hey hey! Eliminar!
Voy a segar a los maul y a los delanteros
Y despedazar aún a los corazones más feroces
Bebo del océano y ceno fuego
La muerte o la victoria está bien.
Así es como Tonga muere por su lema
Nosotros los de Tonga damos la vida por nuestro lema.